# Seznam letališč v Belgiji
Seznam letališč v Belgiji.

## Civilna letališča
- Antwerp, Deurne (EBAW/ANR)
- Brussels, Zaventem (EBBR/BRU)
- Charleroi, Brussels South (EBCI/CRL)
- Grimbergen, Lint (EBGB)
- Kortrijk, Wevelgem (EBKT)
- Liège, Bierset (EBLG)
- Namur-Suarlee (EBNM)
- Ostend-Bruges (EBOS)

## Vojaška letališča
- Beauvechain (EBBE)
- Brussels, Melsbroek (EBMB) Same as EBBR
- Kleine Brogel (EBBL)
- Bertrix (EBBX)
- Koksijde (EBFN)
- Florennes (EBFS)